# Нью-Медоус (город)
Нью-Ме́доус (англ. New Meadows) — город в округе Адамс, штат Айдахо, США. По оценкам на 2008 год население составляло 491 человек.

## История
Поселение было основано в 1864 году. В 1878 году оно получило название «Уайтс-Мейл-Стейшн» (англ. Whites Mail Station). В 1910 году железнодорожная компания INPR (англ.) планировала построить станцию в местечке Медоус (англ. meadows — "луга" ['medəus], 44°57′40″ с. ш. 116°14′34″ з. д.). Однако его представители воспрепятствовали этому решению, и железнодорожная линия была проведена примерно в 2,5 км от Медоус через Уайтс-Мейл-Стейшн. В связи с этим Уайтс-Мейл-Стейшн был переименован в Нью-Медоус (англ. new — "новый"). В следующем, 1911 году, Нью-Медоус получил официальный статус города. Здание железнодорожной станции, построенное в 1910 году, входит ныне в национальный реестр исторических мест США.

## География и климат
Нью-Медоус расположен в северо-восточной части округа Адамс на реке Литл-Салмон. Высота центральной части города составляет 1 179 м. Площадь города составляет 1,3 км².
| Показатель                                                                                   | Янв. | Фев. | Март | Апр. | Май  | Июнь | Июль | Авг. | Сен. | Окт. | Нояб. | Дек. | Год   |
| -------------------------------------------------------------------------------------------- | ---- | ---- | ---- | ---- | ---- | ---- | ---- | ---- | ---- | ---- | ----- | ---- | ----- |
| Абсолютный максимум, °C                                                                      | 9    | 17   | 23   | 30   | 33   | 37   | 40   | 39   | 36   | 32   | 22    | 12   | 40    |
| Средний суточный максимум, °C                                                                | −1   | 3    | 8    | 13   | 18   | 23   | 28   | 28   | 23   | 16   | 5     | −1   | 13,6  |
| Средняя температура, °C                                                                      | −7   | −4   | 1    | 5    | 9    | 13   | 17   | 17   | 12   | 6    | −1    | −7   | 5,0   |
| Средний суточный минимум, °C                                                                 | −13  | −12  | −7   | −3   | 1    | 4    | 6    | 4    | 1    | −4   | −7    | −13  | −3,6  |
| Абсолютный минимум, °C                                                                       | −41  | −40  | −34  | −18  | −11  | −7   | −3   | −8   | −12  | −18  | −31   | −43  | −43   |
| Норма осадков, мм                                                                            | 73,2 | 66,5 | 60,5 | 52,1 | 57,4 | 48,3 | 22,9 | 20,6 | 32,5 | 39,1 | 68,8  | 81,3 | 623,2 |
| Источник: http://www.weather.com/outlook/travel/businesstraveler/wxclimatology/monthly/83654 |      |      |      |      |      |      |      |      |      |      |       |      |       |

## Транспорт
Нью-Медоус расположен на пересечении шоссе ID-55 и ID-95. Город имеет собственный аэропорт.

## Население
Согласно оценочным данным за 2008 год, население Нью-Медоус составляло 491 человек. Плотность населения равна 377,69 чел./км². Средний возраст населения — 36 лет и 2 месяца. Половой состав населения: 50,8 % — мужчины, 49,2 % — женщины. В 2000 году насчитывалось 208 домашних хозяйств и 143 семейств. Расовый состав населения по состоянию на 2000 год:
- белые — 97,2 %;
- афроамериканцы — 0,2 %;
- индейцы — 1,3 %;
- прочие расы — 0,4 %;
- две и более расы — 0,9 %.

Ниже приведена динамика численности населения города: